# Loma del Astillero
Loma del Astillero är en ort i Mexiko, tillhörande kommunen Jiquipilco i den nordvästra delen av delstaten Mexiko. Orten hade 655 invånare vid folkräkningen 2010.